# Kórnickie Przedsiębiorstwo Autobusowe Kombus
Kórnickie Przedsiębiorstwo Autobusowe Kombus Sp. z o.o. – przedsiębiorstwo zajmujące się usługami związanymi z rozkładowym transportem pasażerskim i transportem w komunikacji miasta i gminy Kórnik, powiatu średzkiego, powiatu wrzesińskiego i powiatu poznańskiego oraz na zlecenie ZTM Poznań.

## Historia komunikacji w Kórniku przed 1990 r.
Pierwszą linią autobusową w historii Kórnika była funkcjonująca w okresie międzywojennym linia do Poznania, aczkolwiek istnieją nieopublikowane dokumenty wskazujące na początek funkcjonowania komunikacji w roku 1910.
Około 1941 uruchomiona została linia omnibusu konnego łącząca dworzec kolejowy z rynkiem. Połączenie obsługiwane przez prywatnego przewoźnika funkcjonowało do przełomu 1952 i 1953 roku.
Około 1950 kolejną linię, łączącą Kórnikiem ze stacją kolejową w Gądkach, uruchomiła Państwowa Komunikacja Samochodowa (PKS). Wysokie ceny biletów na to połączenie spowodowały, że linia ta nie cieszyła się dużym zainteresowaniem podróżnych.
1 maja 1955 funkcjonowanie linii z dworca na rynek zostało wznowione; do jej obsługi skierowano dwa, w znacznym stopniu wyeksploatowane, autobusy (MAN i Chevrolet), pozyskane przez Miejską Radę Narodową z Bielska-Białej. Autobusy wykonywały około 20 kursów dziennie. Już w kolejnym roku linię wydłużono do Bnina, a obsługę wzmocniły 3 nowe pojazdy Star N52, które z braku zajezdni nocowały na rynku pod ratuszem. Dopiero w listopadzie 1956 powstała pozbawiona zaplecza technicznego zajezdnia przy ul. Reja, dlatego też tankowanie autobusów nadal dokonywane było na stacji paliw na rynku, a poważniejsze naprawy w warsztatach zewnętrznych.
1 stycznia 1957 roku powstał Miejski Zakład Gospodarki Komunalnej i Mieszkaniowej, a jedną z jego jednostek został Miejski Zakład Komunikacyjny. W 1960 zatrudniał on 13 pracowników: 6 kierowców, 6 konduktorów i 1 garażowego – palacza, w 1963 liczba pracowników wzrosła o 2 osoby (1 pracownika umysłowego oraz siódmego kierowcę).
Około 1963 roku linia miejska została przedłużona przez ulicę Błażejewską do skrzyżowania dróg koło wsi Błażejewo, osiągając w ten sposób długość 8,8 km. W 1964 obsługę trasy zapewniało codziennie kursowało 5 autobusów, dwa na I zmianie i trzy na II zmianie (trzeci wóz kursował tylko w godzinach szczytu). W 1967 roku część kursów skierowano na nową linię z kórnickiego rynku do ośrodka wypoczynkowego w Błażejewku. W 1972 wydłużono tę linię do Zaniemyśla.
W tym czasie sprzedaż biletów jednorazowych w autobusach należała do konduktorów, którzy kasowali także bilety miesięczne. Dochody ze sprzedaży biletów i wynajmu autobusów nie pokrywały jednak kosztów, w związku z czym całą działalność przewozowa, realizowana na 2 liniach bez numerów przez 9 autobusów SAN H100B, była deficytowa. Kursy liniowe na stacji PKP Kórnik skomunikowane były z odjazdami i przyjazdami pociągów, poza tym realizowano przewozy szkolne. Pojazdy wykonywały dziennie 26 kursów liniowych, korzystając z 14 przystanków z 5 wiatami.
1 lipca 1976 obsługę komunikacji w Kórniku wraz z pracownikami (7 kierowców, 5 konduktorów, 2 mechaników, 2 robotników gospodarczych oraz 2 pracowników umysłowych) przejęło Wojewódzkie Przedsiębiorstwo Komunikacyjne w Poznaniu. W Kórniku znalazł się Wydział Autobusowy A5 tego przedsiębiorstwa (wydziały A1 – Warszawska, A2 – Darzyborska i A3 – Kacza znajdowały się w Poznaniu, a Wydział A4 w Gnieźnie). W rezultacie połączenia autobusowe uzyskały Trzebiesławki, Dębiec, Czołowo, Borówiec, w 1977 Konarskie, Radzewo i Czmoniec, a w 1978 Radzewo i Mieczewo. W 1979 powstało połączenie do Biernatek, a także z rynku w Kórniku przez Dziećmierowo, Śródkę i Krzyżowniki do Kleszczewa. W 1980 roku zlikwidowano obsługę konduktorską, powierzając sprzedaż biletów kierowcom. W czerwcu 1981 rozpoczęto przebudowę budynku zajezdni, któremu dobudowano piętro z szatnią, jadalnią, umywalnią i biurem. W toku trwającej rok inwestycji zmodernizowano także pomieszczenia warsztatowe i magazynowe. Bolączką pozostawała niewystarczająca powierzchnia placu postojowego, który powiększono dopiero w 1989 – do tego czasu część pojazdów parkowała na ulicy.
15 stycznia 1982 roku uruchomiono linię z Bnina przez Kórnik, Gądki do ronda Rataje w Poznaniu. W tym samym roku zlikwidowano WPK Poznań, jednakże komunikacja w Kórniku jako wydział A5 pozostała w strukturach nowego MPK Poznań. 1 maja 1983 roku wprowadzono numerację linii, odrębną od poznańskiej. Funkcjonowały wówczas linie:
| 1 | Bnin SKR – Kórnik Rynek – Kórnik Dworzec PKP |
| 2 | Zaniemyśl – Jeziory Wielkie – Błażejewko – Bnin – Kórnik Rynek – Kórnik Dworzec PKP (linia w 1989 rok wydłużona na Dworzec Autobusowy na Ratajach)           |
| 3 | Jeziory Wielkie – Biernatki – Bnin – Kórnik Rynek – Kórnik Dworzec PKP                                                                                       |
| 3 | Jeziory Wielkie – Biernatki – Bnin – Kórnik Rynek – Kórnik Dworzec PKP                                                                                       |
| 4 | Kórnik Dworzec PKP – Śródka – Krzyżowniki – Kleszczewo |
| 5 | Bnin SKR – Kórnik Rynek – Gądki – Poznań Rataje |
| 6 | Kórnik Rynek – Kórnik Dworzec PKP – Trzebisławki – Kromolice                                                                                                 |
| 7 | Kórnik Rynek – Kórnik Dw. PKP – Dachowa, od 1986 do Robakowa (linia od 1985 roku)                                                                            |
| 8 | Kórnik Rynek – Kamionki (linia od 1985 roku, w 1989 roku linia wydłużona z Kamionek do poznańskiej pętli Starołęka, zlikwidowano wtedy podmiejską linię 120) |
| M | Bnin – Kórnik Rynek – Czołowo – Mieczewo (linia sezonowa) |
| R | Kórnik Rynek – Bnin – Konarskie – Radzewo (linia sezonowa)                                                                                                   |

## Działalność jako osobne przedsiębiorstwo
1 maja 1991 nastąpiło ostateczne odłączenie Kórnika od MPK Poznań; swoją działalność rozpoczęło MPK Kórnik, które zatrudniało wówczas 55 pracowników. Linię 8 skrócono wtedy do odcinka z Kórnika do Kamionek. 1 października 1992 zmieniono oznaczenie linii 5 na NB (na cześć ofiarodawców z Północnej Brabancji – Nord Brabance) i skierowano ją na trasę z Bnina przez Kórnik i Gądki do Ronda Kaponiera w Poznaniu. Także w 1992 MPK Kórnik wygrało przetarg na obsługę 10 linii w Śremie oraz uruchomiono linię 9 z Kórnika przez Czmoń do Śremu, funkcjonującą do 1994.
W 1994 rozpoczęto świadczenie usług na rzecz Urzędu Miasta w Środzie Wielkopolskiej, uruchamiając linie 10 i 11 łączące Środę Wielkopolską z Kórnikiem oraz linię 12 ze Środy Wielkopolskiej przez Jarosławiec do Kijewa.
1 marca 2000 w celu umożliwienia dojazdu pracowników do zakładów mięsnych w Robakowie uruchomiono linie: 5 z Poznania (Święty Marcin) przez Robakowo do Kórnika oraz 9 z Robakowa do Środy Wielkopolskiej.
1 lipca 2000 MPK Kórnik przekształcono w KPA KOMBUS Sp. z o.o. W 2002 roku likwidacji uległa linia 4. 1 września 2003 na prośbę mieszkańców uruchomiono linię 13 z ronda Rataje przez Gądki i Borówiec do Kamionek. 15 września 2003 siedziba spółki została przeniesiona do Czołowa. Od 1 marca 2004 Kombus zaprzestał obsługi komunikacji w Śremie (przejął ją przewoźnik prywatny). We wrześniu 2004 zlikwidowano linię 9, a trasa linii 7 uległa zmianie (kurs do Tulec). 1 października 2004 linię 13 przedłużono do nowej pętli na ul. Platanowej w Kamionkach; odtąd kursowała z Borówca przez Koninko i Szczytniki (z pominięciem przejazdu przez Gądki). 1 lutego 2008 nastąpiła zmiana numeracji linii obsługiwanych przez KPA Kombus. Linię NB przemianowano na 501, 1 na 590, 2 na 560, 3 na 580, 5 na 502, 6 na 591, 7 na 592, 7/8 na 594, 8 na 593, 10 na 581, 11 na 582, 12 na 596, 13 na 503, M na 583 i R na 595. Linie kursujące do centrum Poznania (ul. św. Marcin) zostały skrócone do ronda Rataje. 1 czerwca 2008 uruchomiona została linia 597 z Rynku w Kórniku przez Skrzynki, Gądki do Żernik, a 1 lipca 2008 linia 561, będąca wariantem linii 560 kursującym z ronda Rataje przez Gądki, Kórnik, Biernatki, Prusinowo do Zaniemyśla. 1 sierpnia 2008 z powodu niskiej frekwencji zlikwidowano linię 597 do Żernik. 1 kwietnia 2009 wszystkie kursy linii 503 na odcinku Koninko – Szczepankowo zostały skierowane ul. Tarnowską oraz ul. Ostrowską, w wyniku czego umożliwiono obsługę przystanku Krzesiny-Szkoła. 1 września 2009 część kursów linii 501, 502 oraz 560 została wydłużona do dworca PKS w Poznaniu.
W I połowie 2010 na liniach regularnych autobusy w dzień roboczy pokonywały 5092 km, w soboty 2391 km, a w niedziele 2389 km na liniach regularnych. Stan zatrudnienia w spółce wynosił wówczas 81 osób.
1 lipca 2010, po wygraniu przetargu i przejęciu obsługi linii w gminie Środa Wielkopolska, linia 596 została wydłużona z Kijewa do Nadziejewa, ponadto przejęto z rąk ZTM obsługę linii 527 (dawna linia 107). 1 lutego 2011 Kombus Kórnik przejęto także obsługę linii 691 (Mosina Dworzec Kolejowy – Krosno Leśna – Drużyna Pętla/Borkowice Pętla), której trasę zmodyfikowano 5 września 2011 (skierowanie przez ul. Kraszewskiego, Strzelecką i Boczną w Krośnie i skrócenie kursów do Drużyny do nowego przystanku Krosno Osiedle).
1 lipca 2015 Kombus został operatorem uruchomionej tego dnia bezpłatnej komunikacji miejskiej w Środzie Wielkopolskiej. 16 maja 2016 bezpłatne autobusy dotarły do Zaniemyśla. 1 stycznia 2018 wprowadzono bezpłatną komunikację w granicach gminy Kórnik, przy czym linie łączące miasto z Poznaniem pozostały na całej długości płatne.
1 sierpnia 2019 nastąpiła integracja taryfowa linii łączących Kórnik i Zaniemyśl z Poznaniem z poznańskim ZTM.

## Linie

### Linie obsługiwane na zlecenieZTM Poznań
| 501 | Błażejewo, Przylesie – Bnin Osiedle – Kórnik – Skrzynki – Gądki – Koninko/Węzeł – Poznań Świątniczki – Poznań Rondo Rataje                                                             |
| 502 | Błażejewo, Przylesie – Kórnik Rynek – Dziećmierowo – Szczodrzykowo Dachowa – Robakowo – Koninko/Węzeł – Poznań Świątniczki – Poznań Rondo Rataje                                       |
| 511 | Poznań Rondo Rataje – Krzywoustego - Torowa – Pokrzywno – Pabianicka – Garaszewo - Tarnowska – Ostrowska – Jaryszki – Koninko – Szczytniki – Koninko - Borówiec - Kamionki             |
| 512 | Poznań Rondo Rataje Krzywoustego – Torowa – Pokrzywno – Pabianicka - Garaszewo – Tarnowska – Ostrowska – Jaryszki – Żerniki – Koninko – Szczytniki – Koninko - Kamionki – Borówiec     |
| 527 | Poznań Starołęka – Czapury – Wiórek – Czapury – Babki – Daszewice – Kamionki |
| 560 | Błażejewo, Przylesie – Zaniemyśl – Łękno – Jeziory Małe – Jeziory Wielkie – Błażejewko – – Bnin – Kórnik – Skrzynki – Gądki – Koninko/Węzeł – Poznań Świątniczki – Poznań Rondo Rataje |
| 561 | Zaniemyśl – Łękno – Jeziory Małe – Jeziory Wielkie – Prusinowo – Biernatki – Bnin – Kórnik – Skrzynki – Gądki – Koninko/Węzeł – Poznań Świątniczki – Poznań Rondo Rataje               |

### Komunikacja miejska miasta i gminy Kórnik
| 580 | Kórnik Rynek – Bnin – Biernatki – Prusinowo – Jeziory Wielkie – Błażejewko – Błażejewko – Bnin – Kórnik Rynek |
| 582 | Kórnik Rynek – Trzebisławki – Dębiec – Koszuty – Słupia Wielka – Pętkowo – Środa Wielkopolska PKS |
| 590 | Pierwszy przebieg trasy: Kórnik Dworzec PKP – Dziećmierowo – Kórnik Rynek – Bnin Osiedle Drugi przebieg trasy: Kórnik Dworzec PKP – Dziećmierowo – Kórnik Rynek                                                                                               |
| 591 | Pierwszy przebieg trasy: Kórnik Rynek – Dziećmierowo – Kórnik Dworzec PKP – Szczodrzykowo – Runowo – Pierzchno – Trzebisławki – Kromolice Drugi przebieg trasy: Szczodrzykowo Szkoła – Runowo – Pierzchno – Trzebisławki – Kromolice – Kromolice              |
| 592 | Pierwszy przebieg trasy: Kórnik Rynek – Dziećmierowo – Kórnik Dworzec PKP – Szczodrzykowo – Dachowa – Robakowo – Gądki – Żerniki – Tulce Drugi przebieg trasy: Kórnik Rynek – Dziećmierowo – Kórnik Dworzec PKP – Szczodrzykowo – Dachowa – Robakowo Szkoła   |
| 593 | Kórnik Rynek – Skrzynki – Gądki – Borówiec – Kamionki – Szczytniki (linia zawieszona) |
| 594 | Kórnik Rynek – Dziećmierowo – Kórnik Dworzec PKP – Szczodrzykowo – Dachowa – Robakowo – Gądki – Borówiec – Kamionki |
| 595 | Pierwszy przebieg trasy: Kórnik Rynek – Bnin – Konarskie – Radzewo Drugi przebieg trasy: Radzewo – Czmoń – Czmoniec – Trzykonlne Młyny – Radzewo |
| 596 | Kórnik Rynek – Mościennica – Czołowo |
| 597 | Bnin Osiedle – Kórnik Rynek – Skrzynki -Poznań Krzesiny Szkoła – Gądki – Koninko – Bnin, Osiedle |
| 598 | Pierwszy przebieg trasy: Szczodrzykowo Dworzec PKP -Szczodrzykowo III – Dachowa Okrężna – Robakowo I – Gądki PKP Drugi przebieg trasy: Gądki PKP – Robakowo Szkoła – Robakowo Nowina – Szczodrzykowo SP – Szczodrzykowo Dworzec PKP Linia czasowo zawieszona. |
| 599 | Kórnik Rynek – Gądki – Borówiec – Szczytniki |

### Komunikacja Miejska powiatu średzkiego
| 1  | Środa Wlkp, Dworzec PKP – Niedziałkowskiego – Poselska – Prądzyńskiego – Mickiewicza – Hallera – Dworzec PKS – Lipowa Szkoła/20 Października – Niedziałkowskiego – Dworcowa -Dworzec PKP |
| 2  | Środa Wlkp, Dworzec PKP – Niedziałkowskiego – 27 Grudnia – Zamojskich – Wrzesińska – Niekielska – Jażdzewskiego – Lipowa – Dworzec PKP |
| 3  | Środa Wlkp, Sportowa Stadion – Kościuszki – Limanowskiego – Daszyńskiego Park – Jezioro – Nekielska Cmentarz – Inwalidów Wojennych – Lipowa Szkoła – 20 października – Poselska – – Sportowa Stadion |
| 4  | Środa Wlkp, Lipowa Szkoła – Poselska – Kościuszki Szkoła – Dworzec PKS – Pływalnia – Kórnicka – Mickiewicza – Kosynierów Szkoła – Weyhana – Limanowskiego Biblioteka – Lipowa Szkoła |
| 5  | Środa Wlkp, Lipowa, Szkoła – Inwalidów Wojennych – Wałowa, Kupiec Średzki – Weychana – Kosynierów – Mickiewicza – Dworzec PKS – Poselska II – Lipowa, Szkoła |
| 6  | Środa Wlkp, Lipowa, Szkoła – Topolska – Nagietkowa – Niekielska Cmentarz – Daszyńskiego Park – Limanowskiego Biblioteka – Lipowa Szkoła |
| 7  | Środa Wlkp, Lipowa, Szkoła – Inwalidów Wojennych – Słoneczna – Jezioro – Dmowskiego – Wrzesińska Lipowa, Szkoła |
| 8  | Środa Wlkp, Lipowa, Szkoła – Działoszyńskich – Ossolińskich – Dojazd – Harcerska – Lipowa, Szkoła |
| 10 | Brzezie II-Środa Wlkp, Dąbrowskiego Szkoła – Harcerska – Olszewo – Pierzchno – Szlachcin – Starkówiec Piątkowski – Czarne Piątkowo – Grójec – Winna Góra – Choczicza – Brzezie – Starkówiec, Szkoła |
| 11 | Środa Wlkp, Wałowa – Kupiec Średzki – Strzelecka – Zielniki – Zielniczki – Romanowo – Podgaj – Pławce – Zdziechowice – Pławce – Romanowo – Zielniki – Limanowskiego Biblioteka |
| 12 | Środa Wlkp, Dworzec PKS – Kilińskiego – Topola – Jarosławiec – Bieganowo – Januszewo – Bieganowo – Weychana – Kórnicka – Kościuszki – Dworzec PKS |
| 13 | Środa Wlkp, Limanowskiego Biblioteka – Niekielska – Janowo – Dębicz – Dębiczek – Dębicz – Mączniki – Janowo – Plażowa – Jażdżewskiego – Limanowskiego Biblioteka |
| 14 | Środa Wlkp, Kórnicka – Żabikowo – Koszuty – Lorenka – Słupia Wielka – Pętkowo – Kijewo – Dworzec PKP – Niedziałkowskiego – Dworzec PKS |
| 15 | Środa Wlkp, Dąbrowskiego Szkoła – Brodowska – Włostowo – Brodowo – Marianowo Brodowskie – Chwałkowo – Nadziejewo – Strzeszki – Pętkowo – Niedziałkowskiego – Dąbrowskiego Szkoła |
| 16 | Środa Wlkp, Dąbrowskiego Szkoła/Dworzec PKP – Brodowska – Harcerska – Olszewo – Pierzchno – Pierzchnica – Szlachcin Huby – Starkówiec Piątkowski – Grójec – Czarne Piątkowo – Winna Góra – Miłosław – Winna Góra II – Dworzec PKP |
| 17 | Środa Wlkp, Dąbrowskiego Szkoła – Wrzesińska – Henrykowo – Olszewo – Chudzice – Brzezie – Rumiejki – Połażejewo – Ulejno – Tadeuszewo – Ruszkowo – Olszewo – Harcerska – Brodowska – Dąbrowskiego Szkoła – Dworzec PKS |
| 18 | Środa Wlkp, Dworzec PKS – Niedziałkowskiego – Kijewo – Pętkowo – Chwiałkowo – Pigłowice – Śnieciska – Luboniec – Zaniemyśl – Łękno |
| 19 | Pierwszy przebieg trasy: Środa Wlkp, Dworzec PKS – Paderewskiego – Kórnicka – Żabikowo -Słupia Wielka – Annopole – Jaszkowo – Śnieciska – Dobroczyn – Polwica – Zaniemyśl – Łękno Drugi przebieg trasy: Środa Wlkp, Dworzec PKS – 20 Października – Kijewo – Nadziejewo – Kaźmierki – Mądre – Brzostek – Czarnotki – Lubonieczek – Zaniemyśl – Łękno |
| 20 | Słupia Wielka – Środa Wlkp, Niedziałkowskiego – Kijewo – Chwałkowo – Strzeszki – Pętkowo – Koszuty -Brzeziny – Trzebisławki – Lorenka – Słupia Wielka |
| 21 | Środa Wlkp, Kórnicka – Brodowska – Brodowo – Marianowo Brodowskie – Murzynowo Leśne – Murzynówko – Lubrze – Aleksandrów – Boguszyn – Chocicza – Nowe Miasto n/Wartą – Lipowa, Szkoła |
| 22 | Środa Wlkp, Niedziałkowskiego – Kijewo – Chwałkowo – Nadziejewo – Sulęcinek – Solec – Krzykosy – Witowo – Orzechowo – Środa Wielkopolska, Niedziałkowskiego |
| 24 | Środa Wlkp, Kórnicka Gimnazjum – Kilińskiego – Topola – Bieganowo – Krerowo – Zimin – Śródka – Krzyżowniki – Komorniki – Bylin – Nagradowice – Kleszczewo |
| 25 | Środa Wlkp, Dworzec PKS – Kórnicka – Żabikowo – Słupia Wielka – Śnieciska – Zaniemyśl – Łękno – Środa Wlkp, Kórnicka, Gimnazjum |
| 26 | Środa Wlkp, Kórnicka – Dworzec PKS – Kijewo – Pętkowo – Chwałkowo – Zaniemyśl – Łękno – Sulęcin – Środa Wlkp, Kórnicka, Gimnazjum |

## Tabor autobusów miejskich
Pierwszymi wozami kórnickiej komunikacji miejskiej były autobusy marki MAN i Chevrolet, które oznaczono później numerami inwentarzowymi 1 i 2. 1 maja 1956 tabor wzmocniły 3 nowe autobusy Star N52, które otrzymały numery inwentarzowe od 3 do 5, a w 1959 Sany (najpierw H01B o numerach 6-9, potem H25, a na koniec lat 60. H100B, których otrzymano 9), które znajdowały się w eksploatacji do 1980. W 1976 na stanie pozostawało 9 autobusów. Od 1977 do 1982 do Kórnika trafiło 12 autobusów Autosan H9-35 w wersji z lat 1976–1978, co umożliwiło rezygnację z eksploatacji Sanów H100B. W 1982 otrzymano dwa turystyczne Autosany H9-21, a w 1984 roku kolejne 4 nowe Autosany H9-35, co umożliwiło wycofanie z ruchu najbardziej wyeksploatowanych wozów.
2 stycznia 1986 wprowadzono do eksploatacji 8 nowych autobusów Ikarus 260.04 (nr 3, 5, 7-12). 11 stycznia rozpoczęły one służbę na najbardziej zatłoczonej linii 5. Równocześnie wycofano z eksploatacji 5 najstarszych Autosanów. W kolejnych latach przesunięto do Kórnika jeszcze 3 Autosany, które otrzymały numery 14, 15, 16. 9 czerwca 1989 do kórnickiej zajezdni trafiły 4 nowe Jelcze L11 (nr 17-20), a w końcu roku jeszcze dwa wozy doświadczalne tej marki (nr 1-2). Na początku roku wycofano z eksploatacji ostatniego Autosana H9-21, później wszystkie Autosany H9-35. Na stanie inwentarzowym pozostało 11 Ikarusów i 6 Jelczy L11.
1 maja 1991 nastąpiło uniezależnienie komunikacji w Kórniku od MPK Poznań. W związku z tym na stan nowego MPK Kórnik przejęto 14 autobusów (10 Ikarusów 260.04 i 4 Jelcze L11).
W 1992 MPK Kórnik otrzymało w darze 5 autobusów marki DAF, a w 2002 zakupiono 5 używanych autobusów Mercedes 0405. W 2010 tabor składał się z 32 autobusów oraz 4 minibusów, z których najmłodszym był Solaris Urbino z 2008, a najstarszym Mercedes 406 z 1985. Ponadto dysponowano 2 autobusami turystycznymi (Mercedes Travego i Setra 315 H) oraz 3 minibusami (2 Mercedesy Sprinter i 1 Mercedes Vito).
W grudniu 2012 Kombus posiadał 43 pojazdy, w tym 38 autobusów. W 2017 roku firma otrzymała (wyleasingowała) pierwsze od 9 lat fabrycznie nowe autobusy: 2 Solarisy Urbino 15 oraz 1 Solaris Urbino 12, dzięki czemu stan posiadanych pojazdów wzrósł do 52. W rezultacie Kórnickie Przedsiębiorstwo Autobusowe „KOMBUS” Sp. z o.o. posiada 6 autobusów Solaris Urbino 15 (cztery fabrycznie nowe o numerach 5052, 5053, 5097 i 5098 oraz dwa używane odkupione od Ettenhuber Glonn o numerach 5068 i 5069), a także jedno fabrycznie nowe Urbino 12 o numerze 5099. Firma dysponuje ponadto autobusami Mercedes-Benz O405N, Mercedes-Benz O405, Citaro 12, Mercedes O530L Citaro, Neoplan, MAN Mercedes Sprinter. W 2018 ogłoszono przetarg na dostawę kolejnych 2 autobusów.